# Escalinata de Sant Martí
L'Escalinata de Sant Martí és una obra del municipi de Girona inclosa en l'Inventari del Patrimoni Arquitectònic de Catalunya.

## Descripció
És una escalinata de pedra que neix la Plaça de l'Oli amb l'església de Sant Martí. Passa ran del Palau dels Agullana a esquerra i d'edificis del segle xix i l'Odeó a la dreta. En els seus inicis es bifurcava vers la Pda. de Sant Domènec, passat pel pati-placeta del palau. La part més baixa i la més antiga està refermada amb unes baranes de pedra i amb motius de boles a banda i banda de la barana. La de la dreta originària i la de l'esquerra el segle xx. Al segle xx també es feu la reforma de la primera part del carrer (esglaons) i que trencaren la visió i la idea originària.
Podria ser que el 1533 ja estigués feta, per les referències als aiguats, i que posteriorment es modifiqués, a finals el segle xvi.